# قسيمة

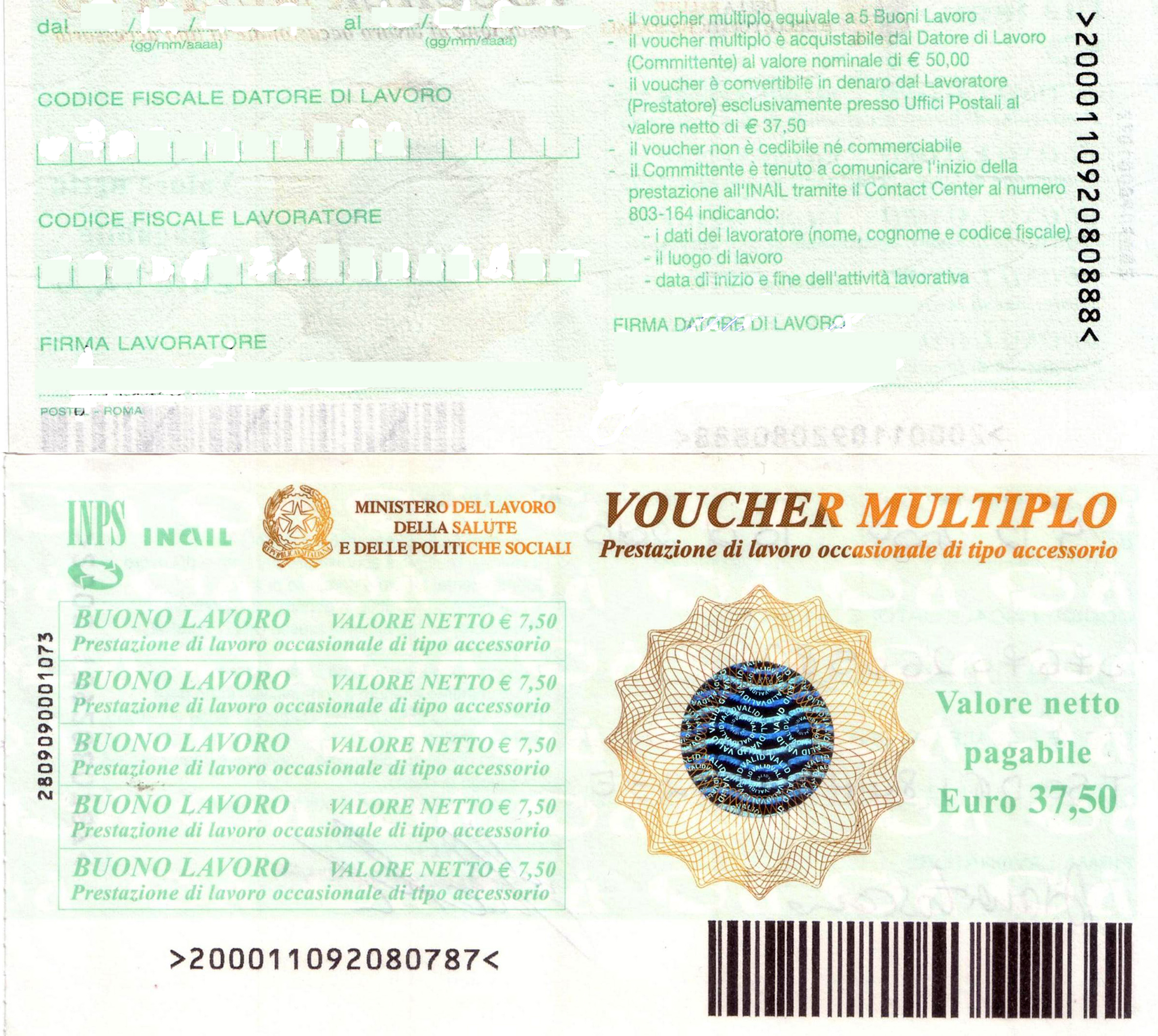
قسيمة شراء صادرة في إيطاليا

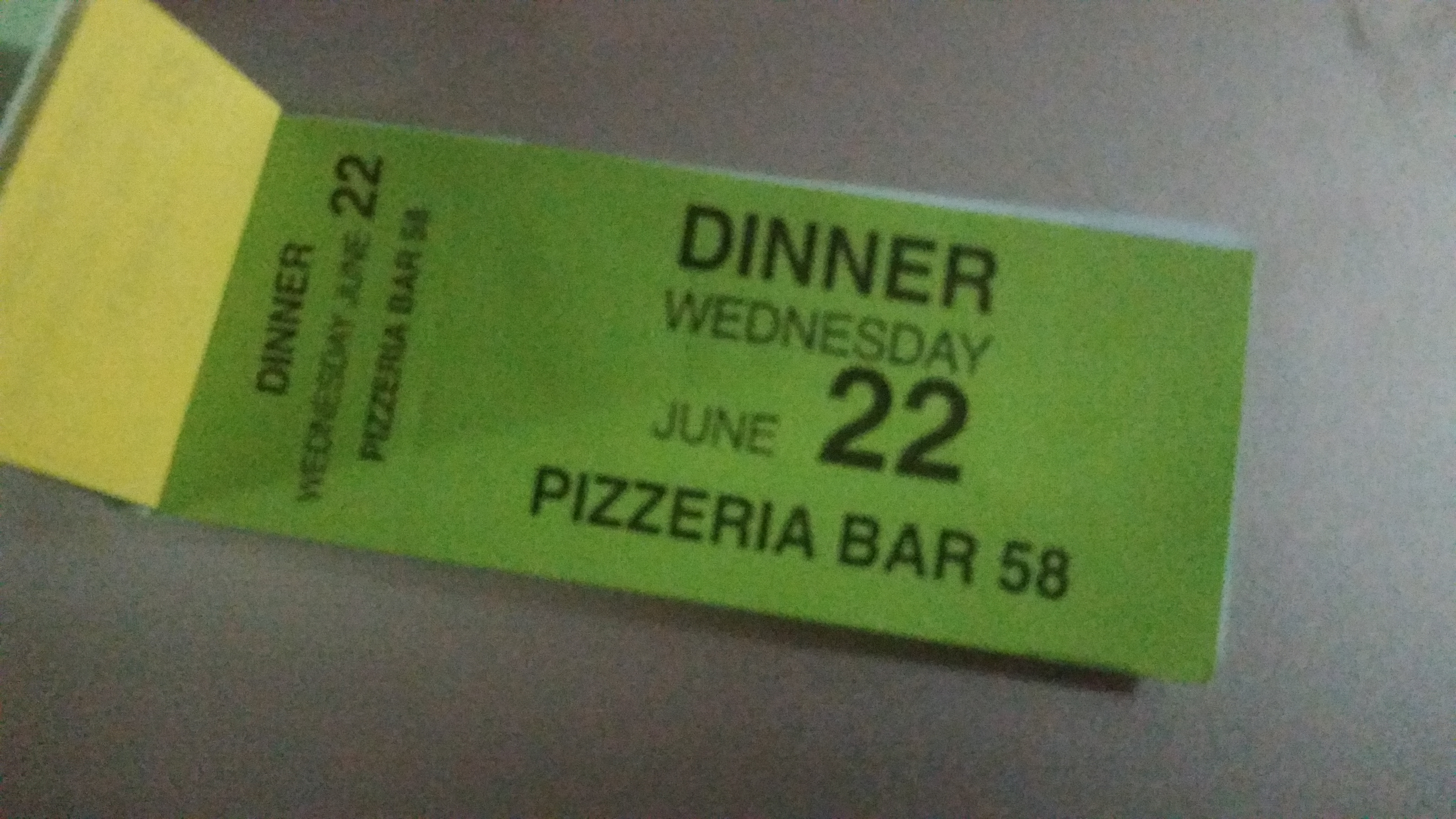
قسيمة غذاء أثناء ويكيمانيا 2016

تستخدم الكلمة الإنكليزية (voucher) بمعنيين، ولكل معنى مقابل أو عدة مقابلات في العربية:
1. القسيمة[1][2][3] أو بطاقة نقدية[4] أو الحِوالة[5] وهي نوع من السندات القابلة للاسترداد؛ حيث تحدد لها قيمة نقدية معينة يمكن أن تنفق فقط في ظروف محددة أو على سلع أو خدمات معينة. من الأمثلة على ذلك قسائم السكن أو السفر أو الطعام. يطلق على القسيمة أيضا لقب كوبون بالمصرية أوالجمع «كوبونات» [6]
2. السند[7] أو المستند[1][4][8][9] أو مستند محاسبة[3] أو وثيقة محاسبة[3] أو الوصل[2][3][8] أو الإيصال[1][2][3][8][9][10] أو الثبت[4][5] أو الإثبات[8] ويستخدم للإشارة إلى إيصالات تستخدم للدلالة، على سبيل المثال، الإعلان أن الخدمة تم تنفيذها أو أنفقت. وهنا يجوز استخدام اسم قسيمة مجازًا. المصطلح شائع أيضا في تداول قسائم المدراس التي هي مختلفة بعض الشيء.

## في السياحة
تستخدم القسائم في قطاع السياحة إثباتً حقً للسائح للحصول على الخدمة في وقت معين أو مكان معين. مقدمي الخدمات يجمعونها أو يرجعونها إلى المرشد السياحي أو وكيل السفر الذي أرسل السياح كإثبات على أنهم قدموا الخدمة. إذن دورة حياة القسيمة تكون كما أدناه:
1. السائح يحصل على قسائم من مرشد سياحي أو اوكيل السفر عن الخدمات التي تم شراؤها.
2. يسافر السائح إلى مكان العطلة يزود القسائم ذات الصلة للمعنيين ويسأل عن الخدمة المقدمة.
3. الوكيل يرسل جمع القسائم إلى الوكيل أو المرشد الذي أرسل السواح من وقت لآخر، ويسأل عن الدفع مقابل هذه الخدمات.
4. القسائم غير المحصلة لا تستحق الدفع.

## حساب قسيمة
هنا القسيمة هي مستند محاسبة يمثل قصد داخلي لإجراء  دفع إلى كيان خارجي، مثل بائع أو مقدم خدمة. فالقسيمة تنتج عادة بعد تلقي البائع الفاتورة بعد مطابقة الفاتورة بنجاح لأمر الشراء. أو القسيمة يجب أن تحتوي على معلومات مفصلة بشأن المستفيد أو المبلغ النقدي المدفوع وصفة الصفقة، أو أكثر من ذلك. في الحسابات المستحقة الدفع نظم عملية تسمى «الدفع» يتم تنفيذها لتوليد المدفوعات المقابلة غير المسددة القسائم. هذه المدفوعات يمكن تحريرها أو عقدها في تقدير الحسابات المستحقة الدفع المشرف أو المراقب.

## الهواتف النقالة
القسيمة هو شحن رصيد  رقم عميل الهاتف لإعادة شحن بطاقة SIM بالمال أو تمديد فترة التشغيل للبطاقة. عادتا ًالقسائم تباع في منافذ البيع بالتجزئة، مثل محلات الهاتف يديرها مشغلي الهاتف النقال  أو عن طريق الموزعين ومحلات البقالة ومحطات الوقود.

## الإنترنت
قسيمة أنترنت يمكنها أيضا أن تستخدم على الإنترنت في شكل قسيمة إلكترونية. هذه الأنواع من القسائم يمكن إدخالها عند التسوق عبر الإنترنت أو القسائم ذات الصلة تضيف قيمة عبر النظام الخاص بك. يمكن أن تأخذ شكل أي رمز. العديد من الشركات اختارت استخدام قسيمة رموز السنوات القليلة الماضية ولكن مع تراجع كبير في استخدامها نحو أواخر عام 2008 وأوائل عام 2009. هناك العديد من مواقع الإنترنت المكرسة للتعامل هذه الصفقات أو توجد قسائم على الإنترنت وكذلك في مجموعات الفيسبوك التي تقدم أشكال منها مثل الطالب عروض خصومات 2-1 قسيمة مطعم.
القسائم الالكترونية في بعض الاحيان تكون في شكل خصم بنسبة مئوية على إجمالي الطلب وفي أحياناً أخرى تكون على شكل خصم لقيمة مبلغ ثابت أو تكون هذه القسائم أما محدودة بمنتج معين أو بمجموعة منتجات ذات صفة معينة أو تكون محدودة بموعد انتهاء وتوقيت معين.
يوجد بعض المواقع الإلكترونية التي تهتم خصيصا باظهار ونشر هذه القسائم أوالتي تلعب دور الوسيط بين الجمهور والمتاجر الالكترونية التي تتم عليها الصفقة.

## أوصلات خارجية
- وسائل الإعلام ذات الصلة قسائم في ويكيميديا كومنز